# Menara Maybank
Le Menara Maybank est un gratte-ciel de bureaux situé à Kuala Lumpur en Malaisie et comportant 50 étages pour 243,5 m de haut.
L'architecte de l'immeuble est la société japonaise Taisei Corporation